# Знепольський вікаріат
Знепольський вікаріат (болг. Знеполска епархия) — титулярний вікаріат Болгарської православної церкви. Свою назву отримав від історико-географічної області Знеполе на заході Болгарії, на кордоні з Сербією.

## Єпископи
- Паїсій (Анков) — (1 квітня 1923 — 21 вересня 1930)
- Софроній (Чавдаров) (1 листопада 1931 — 6 жовтня 1935)
- Іосиф (Лазаров) (5 липня 1936 — 26 грудня 1937)
- Філарет (Панайотов) (27 листопада 1938 — 21 травня 1939)
- Флавіан (Попов) (23 червня 1940 — 1 квітня 1956)
- Іосиф (Діков) (7 квітня 1957 — 17 грудня 1972)
- Дометян (Топузлієв) (15 грудня 1974 — 26 липня 1987)
- Ігнатій (Дімов) (29 травня 1988 — 29 травня 1994)
- Авенір (Арнаудов) (1 жовтня 1998 — 11 червня 2001)
- Миколай (Севастіянов)[bg] (7 липня 2001 — 4 лютого 2007)
- Іоан (Іванов) (18 березня 2007 — 22 грудня 2013)
- Арсеній (Лазаров) (6 липня 2014 — 26 травня 2024)
- Мелетій (Спасов)[bg] (з 15 вересня 2024)